# Черкасов, Андрей Геннадьевич
Андре́й Генна́дьевич Черка́сов (род. 4 июля 1970, Уфа, РСФСР, Башкирская АССР, СССР) — советский и российский теннисист, заслуженный мастер спорта России.
Двукратный победитель Кубка Кремля (1990 и 1991).
Бронзовый призёр Олимпийских игр 1992 года в одиночном разряде.
Черкасов доходил до четвертьфиналов 3 из 4 турниров Большого шлема:
- Открытый чемпионат Австралии — 1990;
- Открытый чемпионат Франции — 1992;
- Открытый чемпионат США — 1990.

Член сборных команд СССР/СНГ/России в Кубке Дэвиса с 1988 по 2000. Сыграл за сборную 30 матчей (17 побед — 13 поражений).
В Москве работает теннисная школа Андрея Черкасова.

## Финалы турниров АТП за карьеру (8)

### Одиночный разряд (6)

#### Победы (2)
| №  | Дата       | Турнир       | Покрытие | Соперник в финале | Счёт          |
| 1. | 5 ноя 1990 | Москва, СССР | Ковёр    | Тим Майотт        | 6-2 6-1       |
| 2. | 4 ноя 1991 | Москва, СССР | Ковёр    | Якоб Гласек       | 7-62 3-6 7-65 |

#### Поражения (4)
| №  | Дата        | Турнир            | Покрытие | Соперник в финале | Счёт            |
| 1. | 15 янв 1989 | Сидней, Австралия | Хард     | Аарон Крикштейн   | 4-6 2-6         |
| 2. | 17 фев 1991 | Брюссель, Бельгия | Ковёр    | Ги Форже          | 3-6 5-7 6-3 6-7 |
| 3. | 23 мая 1993 | Болонья, Италия   | Грунт    | Хорди Бурильо     | 6-74 7-67 1-6   |
| 4. | 19 сен 1993 | Бухарест, Румыния | Грунт    | Горан Иванишевич  | 2-6 6-75        |

### Парный разряд (2)

#### Поражения (2)
| № | Дата        | Турнир       | Покрытие | Партнёр           | Соперники в финале         | Счёт     |
| 1 | 20 мая 1990 | Умаг, СФРЮ   | Грунт    | Андрей Ольховский | Войтех Флегл Даниэль Вацек | 4:6, 4:6 |
| 2 | 4 ноя 1991  | Москва, СССР | Ковёр    | Александр Волков  | Эрик Елень Карл-Уве Штееб  | 4:6, 6:7 |

## Командные турниры

### Финалы командных турниров (1)

#### Поражение (1)
| № | Год  | Турнир               | Команда                                        | Соперник в финале                                            | Счёт |
| 1 | 2002 | Командный Кубок мира | Россия · Е. Кафельников, М. Сафин, А. Черкасов | Аргентина · Х. Акасусо, Л. Арнольд Кер, Г. Каньяс, Г. Элтис, | 0-3  |

## Рекордный по продолжительности матч
В октябре 1993 года в четвертьфинале турнира в Тель-Авиве Черкасов встречался с итальянцем Андреа Гауденци. Этот матч закончился со счётом 6-76 7-62 7-5 в пользу россиянина и продолжался 3 часа 54 минуты.
До 2009 года это было рекордом продолжительности для 3-сетовых матчей с тай-брейком в 3 сете в мужском теннисе, который был лишь повторён в январе 2008 года знаменитыми испанцами Рафаэлем Надалем и Карлосом Мойя в полуфинале турнира в Ченнае. Надаль за те же 3 часа 54 минуты победил со счётом 6-73 7-68 7-61.
В мае 2009 года на турнире серии Мастерс 1000 в Мадриде всё тот же Надаль обыграл в полуфинале серба Новака Джоковича со счётом 3-6 7-65 7-69. Тот матч продолжался 4 часа и 3 минуты, на 9 минут превзойдя по продолжительности матч Черкасова и Гауденци 16-летней давности.